# Homalothecium euchloron
Homalothecium euchloron là một loài Rêu trong họ Brachytheciaceae. Loài này được (Bruch ex Müll. Hal.) R.S. Chopra mô tả khoa học đầu tiên năm 1977.